# Ladera Ranch
Ladera Ranch é uma Região censo-designada localizada no Estado americano da Califórnia, no Condado de Orange. É limitada pelas cidades de San Juan Capistrano e Mission Viejo.
A construção da comunidade foi planejada, iniciando-se em 1999. A renda média familiar dos habitantes é de $ 88.316,00.